# 高雄市左營區勝利國民小學
高雄市左營區勝利國民小學，簡稱勝利國小，是位於高雄市左營區的一所國民小學。

## 學校沿革
民國53年成立，創校時校名為「勝利國民學校」，借用舊城國小教室上課，首任校長林維興先生。共16班，學生958人。
民國57年，因實施九年國民教育，校命改制為勝利國民小學。
民國67年9月，美勞科研習中心設於本校（至民國72年7月）。
民國68年9月，第二任校長高玉樹先生到任。
民國69年3月，獲全國科展化學組第一名。
民國71年8月，第三任校長曾梅星先生到任。
民國77年8月，第四任校長曾青童先生到任。
民國85年8月，曾青童校長退休，第五任校長林振江先生到任。
民國86年5月28日，拆除翠華路、勝利路侵佔校地違建14戶。
民國87年8月，林振江校長退休，第六任校長林英昭女士到任。
民國88年12月，開始規劃「第二校區」設校事宜。
民國90年12月6日，「第二校區」第一期工程奠基動土典禮，「第二校區」位於第55期重劃區新夏段54地號「文小十七」用地，面積2.79公頃，第一期興建普通教室24間及專科教室、行政空間、圖書室、視聽教室等。
民國92年1月17日舉辦「勝利迎新展風華」，正式搬遷至「第二校區」，校址：高雄市左營區南屏路1號。
民國95年8月1日，林英昭校長榮調內惟國小，張新基校長到任。
民國98年8月1日，張新基校長榮退，張允明校長到任。
民國100年，獲選教育部「資訊科技融入教學創新應用典範團隊」。
民國103年2月1日，張允明校長榮退，陳姚如主任代理校長。
民國103年8月1日，顏永進校長到任。
民國105年，獲選「教育部藝術教育貢獻獎」績優學校。
民國109年5月，三期校舍動工。
民國111年2月25日，三期校舍完工。
民國111年8月1日，顏永進校長榮退，李進士校長到任。
民國113年6月20日，實施班班有大屏。